# Champlat-et-Boujacourt
Champlat-et-Boujacourt is een gemeente in het Franse departement Marne (regio Grand Est) en telt 139 inwoners (2004). De plaats maakt deel uit van het arrondissement Epernay.

## Geografie
De oppervlakte van Champlat-et-Boujacourt bedraagt 6,5 km², de bevolkingsdichtheid is 21,4 inwoners per km².
De onderstaande kaart toont de ligging van Champlat-et-Boujacourt met de belangrijkste infrastructuur en aangrenzende gemeenten.

## Demografie
Onderstaande figuur toont het verloop van het inwonertal (bron: INSEE-tellingen).